# Неволов Василь Васильович
Василь Васильович Неволов (нар. 5 вересня 1948, с. Кудашівка, нині Камߴянського району Дніпропетровської обл.) — український письменник, драматург, перекладач, театрознавець. Кандидат мистецтвознавства (1988), професор (1999). Заслужений діяч мистецтв України (2000). Член НСТДУ (1975), НСЖУ (1985), НСПУ (1997).

## Життєпис
Народився 5 вересня 1948 у селі Кудашівка Дніпропетровської області.
У 1966 році закінчив з відзнакою Дніпропетровське державне театральне училище. Після закінчення керував народним театром на Житомирщині. Служив в армії.
Закінчив Київський інститут театрального мистецтва (1974), де в 1976—2000 викладав.
В 1978 році закінчив аспірантуру цього ж інституту. У 1988 році захистив дисертацію на здобуття наукового ступеня кандидата мистецтвознавства за спеціальністю «Театральне мистецтво» (тема «Театральний процес на Україні і критика 70-х років»).
- 2001—2005 — професор Державної академії керівних кадрів культури і мистецтв[3].
- Від 2006 — професор кафедри теорії та історії мистецтв Київського університету культури і мистецтв, водночас від 2005 — проректор з наукової роботи, професор Інституту екранних мистецтв (Київ)[2].

Впродовж 1988—2003 і 2006—2008 років працював у центральному апараті Міністерства культури та мистецтв України на посадах старшого, провідного, головного інспектора відділу театрів, головного редактора репертуарно-редакційної колегії з драматургії, головного спеціаліста-головного редактора, начальника відділу-заступника начальника Управління з питань мистецтв, в.о. начальника Управління, начальником Управління мовної політики.

### Громадська діяльність
З 1976 року — член Українського театрального товариства (згодом — Національної спілки театральних діячів України), з 1985 року — член Спілки журналістів України, з 1997 року — член Національної спілки письменників України.
Голова Київської організації товариства «Знання» України (від 2016).
Керівник творчого об'єднання драматургів Київської організації Національної спілки письменників України.

### Творчість
Автор низки публікацій в мистецьких альманахах, часописах, збірниках, автор семи оригінальних п'єс і 25 перекладів п'єс різних мов.
Автор пߴєс «Чорнобиль» (інша назва — «Полин», 1995, Львівський драматичний театр Прикарпатського військового округу), «Біс плоті» (2000, спільно з О. Дзекуном, Харківський драматичний театр ім. Т. Шевченка) та ін., наукових розвідок із питань теорії та історії театру, драматургії, зокрема монографії «Театральный процесс на Украине и критика семидесятых годов» (Москва, 1987), книги «Творчі мандри. Перезавантаження. Життєві нотатки подорожнього» (К., 2018).
У творчому доробку — низка перекладів п'єс із російської, німецької, болгарської, французької, чеської мов, поставлених на сценах київського, одеського, харківського, рівненського драматичних театрів. Очолював і був членом журі багатьох міжнародних і всеукраїнських театральних фестивалів.

## Фільмографія
- 2022 — «Мельпомена у вогні» (документальний)[1]
- 2023 — «Ти мене любиш?»; реж. Антоніна Ноябрьова — Василь Васильович, дідусь[1]

## Нагороди
- 1999 — Літературно-мистецька премія ім. І. Котляревського[3]
- 2000 — Заслужений діяч мистецтв України
- 2008 — Медаль «За працю і звитягу»[7]
- 2022 — Всеукраїнська літературно-мистецька премія «Київська книга року» (У номінації «Література у галузі театрального мистецтва»)[8]